# Vereniging Maritiem Gezinskontakt
De Vereniging Maritiem Gezinskontakt, kortweg VMG, is een vereniging van zeemansgezinnen en andere familieleden van zeevarenden.

## Doel
De vereniging heeft zichzelf tot doel gesteld om zeemansvrouwen en -gezinnen uit heel Nederland met elkaar in contact te brengen. Dit wordt gedaan door het organiseren van activiteiten en middels de VMG-website en besloten Facebook communities.

## Geschiedenis
De VMG komt voort uit de Stichting Gezinscontact Zeevarenden. Dit was een stichting die in haar contact uit ging van het feit dat de gezinnen dienstverlening nodig hadden in de vorm van maatschappelijk werk. Dit strookte niet met de verwachtingen van de gezinnen: zij waren immers niet hulpbehoevend. Zo is in 1983 de VMG ontstaan. De onderlinge binding bleek groot: veel van de gezinnen sloten zich aan bij de nieuwe vereniging. 

## Landelijk en regionaal
De VMG heeft een landelijk bestuur en regionale (geografische) groepen. Men dient lid te zijn van de landelijke vereniging om zich aan te kunnen sluiten bij een groep. Rond 2006 is er een nieuwe groep bijgekomen: de digigroep. De digigroep heeft dezelfde status als andere regionale groepen en bestaat uit VMG-leden die gebruikmaken van de digitale opties die de vereniging biedt. Voorheen het forum en momenteel twee besloten Facebook Communities.

## De digitale VMG
De vereniging is sterk geworden en gebleven door het onderlinge persoonlijke contact. Toch boekt VMG ook vooruitgang op digitaal gebied; Er zijn twee facebookcommunities. Dat is na het forum een middel gebleken, waarmee een grote groep 'nieuwe' mensen wordt bereikt.